# Disney Jr.
Disney Jr. ou Disney Junior est la marque pré-scolaire du groupe Disney qui a remplacé Playhouse Disney. Elle est une chaîne de télévision déclinée dans de nombreux pays. Elles dépendent toutes de Walt Disney Television.

## Historique
Le 26 mai 2010, Disney annonce l'arrêt de la chaîne de soap operas SOAPnet et son remplacement par une chaîne pour enfant baptisée Disney Junior pour 2012.
Le 5 juillet 2010, Disney Channels France annonce la création en 2011 de Disney Junior pour la tranche des 3-7 ans.
Le 24 janvier 2011, Disney annonce lancer aux États-Unis le 14 février un bloc de programmes nommé Disney Junior sur Disney Channel en attendant le lancement de la chaîne dédiée en 2012.
Le 27 janvier 2011, Disney annonce le renommage de Playhouse Disney UK en Disney Junior le 7 mai 2011. La chaîne Disney junior doit être déclinée dans 23 pays de l'Europe, du Moyen-Orient et de l'Afrique courant 2011.
Le 9 février 2011, Disney annonce le lancement d'un bloc musical nommé Radio Disney Junior associant Radio Disney au contenu de Disney Junior à compter du 14 février 2011.
Le 3 mars 2011, Astral Media annonce le renommage de Playhouse Disney en anglais et en français au Canada en Disney Junior à compter du 6 mai 2011.
Le 16 mars 2011, Disney annonce le lancement de treize nouvelles séries pour la saison 2011-2012 de Disney Channel, Disney XD et Disney Junior.
Le 1er avril 2011, Disney annonce le renommage des Playhouse Disney d'Australie et de Nouvelle-Zélande en Disney Junior à compter du 29 mai 2011. Le 15 avril 2011 Disney annonce le renommage de Playhouse Disney France en Disney Junior pour le 28 mai 2011. Le 18 avril 2011, Disney annonce le remplacement de Playhouse Disney en Allemagne par Disney Junior à compter du 14 juillet 2011. Le 1er mai 2011, Disney annonce le lancement de Disney Junior en Belgique et aux Pays-Bas à compter du 1er septembre 2011.
Le 1er juin 2011, Disney annonce le remplacement de Playhouse Disney par Disney Junior en Afrique du Sud sur le bouquet DStv. Le 24 juin 2011, Television Media Korea annonce le lancement le 1er juillet de Disney Junior en Corée du Sud. Le 18 juillet 2011, la chaîne devient disponible sur la plateforme de téléphonie mobile Digital+ móvil.
Le 9 janvier 2012, Disney annonce le lancement de Disney Junior USA pour le 23 mars 2012 Le 14 juin 2012, Comcast et Disney-ABC Television Group lancent aux États-Unis, 3 applications iOS pour regarder en direct ou à la demande les émissions des chaînes Disney Channel, Disney XD et Disney Junior. Le 13 juillet 2012, DirecTV annonce ne pas être parvenu à un accord avec Viacom et remplace donc la chaîne Nickelodeon Jr par Disney Junior.
Le 11 avril 2013, Disney Junior UK passe en HD sur BSkyB. Le 15 avril 2013, Disney Junior lance des applications smartphones pour sa version américaine permettant de regarder les épisodes des séries diffusées sur la chaîne. Le 9 mai 2013, Netflix annonce un partenariat avec le Disney-ABC Television Group pour être le seul distributeur américain à diffuser en streaming des séries de Disney XD et Disney Junior. Le 30 septembre 2013, Disney lance une nouvelle version du site de Disney Junior.
Le 10 avril 2014, à la suite de leur partenariat le mois précédent, Disney et Dish annonce le lancement de Disney Junior sur les bouquets de Dish. Le 17 juin 2014, Univision annonce l'ajout de deux séries de Disney Junior à son bloc de programmes jeunesse du samedi, Planeta U. Le 31 octobre 2014, le fournisseur d'accès polonais Netia ajoute Disney Junior à son bouquet jeunesse.
Le 6 juillet 2015, Disney Junior est lancée en Hongrie,.
Le 30 novembre 2018, Disney Junior lance la production d'une série télévisée d'animation intitulée Mira, Royal Detective sur une jeune fille dans un monde fictif nommé Jalpur inspiré par l'Inde prévue pour 2020.
Le 25 juin 2020, Disney annonce l'arrêt de la chaîne Disney Junior pour le 1er octobre 2020, depuis le lancement réussi de Disney+ au Royaume-Uni et en Irlande.

### Identité visuelle (logo)

Logo de Playhouse Disney de 2002 à 2010
Logo de Disney Junior de 2011 à 2024
Logo de Disney Jr. depuis 2024

## Les chaînes

### Chaînes actuelles
- Disney Jr. (Australie) : 29 mai 2011
- Disney Jr. (New-Zeland) : 29 mai 2011
- Disney Jr. (Espagne) : 1er juin 2011
- Disney Jr. (Afrique) : 1er juin
- Disney Jr. (Pologne) : 1er juin
- Disney Jr. (Germany) : 14 juillet 2011
- Disney Jr. (Belgique) : 1er septembre 2011
- Disney Jr. (Nederland) : 1er septembre 2011
- Disney Jr. (États-Unis) : 23 mars 2012
- Disney Jr. (Japan) : 1er octobre 2012
- Disney Jr. (Hungary) : 6 juillet 2015
- Disney Junior (Canada) : 1er décembre 2015

### Anciennes chaînes
- Disney Junior (Québec) : 6 mai 2011 - 18 septembre 2015, remplacé par Télémagino
- Disney Junior Canada : 6 mai 2011 - 18 septembre 2015, remplacé par Family Jr
- Disney Jr. (France) : 28 mai 2011 - 31 décembre 2024 à la suite du non-renouvellement du contrat entre Disney et Canal+
- Disney Junior Italia : 14 mai 2011 - 1er mai 2020, lancé par Disney+
- Disney Junior UK : 7 mai 2011 - 1er octobre 2020, lancé par Disney+
- Disney Junior (Inde) : 11 juillet 2011 - 31 décembre 2020, lancé par Disney+ Hotstar
- Disney Junior (Brésil) : 1er avril 2011 - 31 mars 2022, lancé par Disney+
- Disney Junior (Corée du Sud): 1er juillet 2011 -1er Octobre 2021